# The Cheviot
The Cheviot ist die höchste Erhebung der Cheviot Hills in Northumberland, England. Der Berg mit einer Schartenhöhe von 556 Metern liegt im Northumberland-Nationalpark.
Ein Abstecher des Pennine Way führt auf das flache Gipfelplateau des Berges, der die letzte Erhebung vor dem nördlichen Ende des Weges in Kirk Yetholm darstellt. Auf dem Gipfel befindet sich ein Trigonometrischer Punkt.